# Muslemurer
Muslemurer eller dvärgmakier (Cheirogaleidae) är en familj i ordningen primater. Tidigare räknades de som underfamilj till familjen lemurer men idag står djurgruppen som en egen familj. Enligt en teori som förespråkas av flera zoologer är de närmare släkt med lägre primater som lever utanför Madagaskar än med andra lemurider (Lemuriformes). En studie från 2008 listade fem släkten med 23 arter till familjen.

## Utbredningsområdet
Arterna av denna familj förekommer uteslutande på ön Madagaskar.

## Utseende
Muslemurer är jämförelsevis små och tillhör de minsta primaterna. De minsta arterna i släktet Microcebus väger bara omkring 30 g och den största arten Phaner furcifer kan väga upp till 480 g. Pälsen är lång och mjuk. På övre sidan är den mest gråbrun eller rödaktig och på undersidan lite ljusare. Typiska för familjen är de smala öronen, de stora ögonen som sitter tätt intill varandra och de långa bakre extremiteterna. Som alla arter i underordningen Strepsirrhini har de en klo på bakfotens andra tå för pälsens skötsel. Kroppens längd utan svans är mellan 12 och 27 cm. Svansen själv uppnår ibland en längd som motsvarar en och en halv gånger kroppens längd.

## Levnadssätt
Muslemurer är aktiva under natten och lever främst i träd. Deras förmåga att klättra är särskilt utvecklad och de kan göra långa hopp. Vid hoppet håller de balansen med svansen. De rör sig sällan på marken. Där använder muslemurer sina långa bakre extremiteter och skuttar som en kanin. Under dagen vilar de i håligheter i träd eller i bon som de byggt själva. De flesta arterna i denna familj är monogama (undantag Microcebus) och lever ihop med ungarna de första ett till två åren. Några arter skapar sig ett fettskikt (främst i svansen) före de heta och torra månaderna och går i någon slags sommarvila (torpor).
Kommunikationen sker med hjälp av olika luktande ämnen som urin, avföring och sekret från körtlar samt genom olika läten.

## Födan
Muslemurer är allätare och äter såväl växtämnen som frukter, blommor, naturgummi, löv som kött från insekter, spindlar och mindre ryggradsdjur. Några medlemmar har specialiserat sig på vissa födoämnen (se släktens artiklar).

## Fortplantningen
Parningstiden sammanfaller för större arter av familjen med regntiden som sträcker sig från oktober till mars. Mindre arter kan ha flera kullar per år. Hos några arter är honans vagina utanför parningstiden täckt med ett lock som påminner om mödomshinnan hos människor.
Normalt har honorna tre par mjölkkörtlar. Efter dräktigheten som varar cirka 2 till 3 månader föder de en till fyra ungar (oftast två eller tre). Efter fem till sex veckor slutar modern att ge di. Vid slutet av det första året eller under andra året blir muslemurer könsmogna. I fångenskap kan de nå en ålder på upp till 25 år (arten Phaner furcifer) men i naturen blir de troligtvis inte så gamla.

## Hot
Fiender i naturen är några ugglor, ormar och på Madagaskar förekommande rovdjur av familjen Eupleridae. Arterna skyddas genom pälsfärgen som utgör ett kamouflage. Den största faran är kalhuggning av skogen i muslemurernas levnadsområde. Ofta överlever de bara i skyddszoner.

## Systematik
Familjen delas in i fem släkten:
- Cheirogaleus, med sju arter.
  - Cheirogaleus medius
  - Cheirogaleus adipicaudatus
  - Cheirogaleus major
  - Cheirogaleus crossleyi
  - Cheirogaleus sibreei
  - Cheirogaleus ravus
  - Cheirogaleus minusculus
- Allocebus, med en art, Örontofsmaki.
- Microcebus, med 16 arter.
  - Microcebus murinus
  - Microcebus rufus
  - Microcebus myoxinus
  - Microcebus griseorufus
  - Microcebus ravelobensis
  - Microcebus berthae
  - Microcebus sambiranensis
  - Microcebus tavaratra
  - Microcebus lehilahytsara
  - Microcebus jollyae
  - Microcebus mittermeieri
  - Microcebus simmonsi
  - Microcebus mamiratra
  - Microcebus danfossi
  - Microcebus bongolavensis
  - Microcebus macarthurii
- Mirza, med två arter.
  - Mirza coquereli
  - Mirza zaza
- Phaner, med fyra arter.
  - Phaner furcifer
  - Phaner pallescens
  - Phaner parienti
  - Phaner electromontis